# 우타 이야기
우타모노가타리(일본어: 歌物語)는 와카(和歌)를 중심으로 하여 줄거리가 전개되고 사건이 끝나는 모노가타리의 일종이다.
가집(歌集)의 고토바가키(詞書)나, 우타(歌)를 둘러싼 설화를 질적으로 발전시켜서 모노가타리화(化)한 것이다. <고킨와카슈(古今和歌集)> 성립 무렵부터 <고센와카슈(後撰和歌集)>의 시대에 주로 만들어졌다. 우타모노가타리 기반에는 당시 귀족사회의 내부에 전해진 구전(口傳)의 우타 설화＝우타가타리의 세계가 있었던 것 같다.
작품으로서는 호색가(好色家)를 주인공으로 하는 <이세모노가타리(伊勢物語)> <헤이추모노가타리(平中物語)>, 우타를 소재로 한 이야기의 집대성인 <야마토모노가타리(大和物語)> 등이 있다. 

## 같이 보기
- 일본의 중고문학사